# ヨウ化ジルコニウム(IV)
ヨウ化ジルコニウム(IV)(Zirconium(IV) iodide)は、化学式がZrI4の無機化合物である。ジルコニウムのヨウ化物の中で最も安定であり、容易に入手できる。揮発性の黄橙色の固体で、正四面体型の分子構造をとる。
粉末のジルコニウムとヨウ素を直接反応させることによって合成できる。